# Toilettage
Pour les toiletteurs, voir Toiletteur.

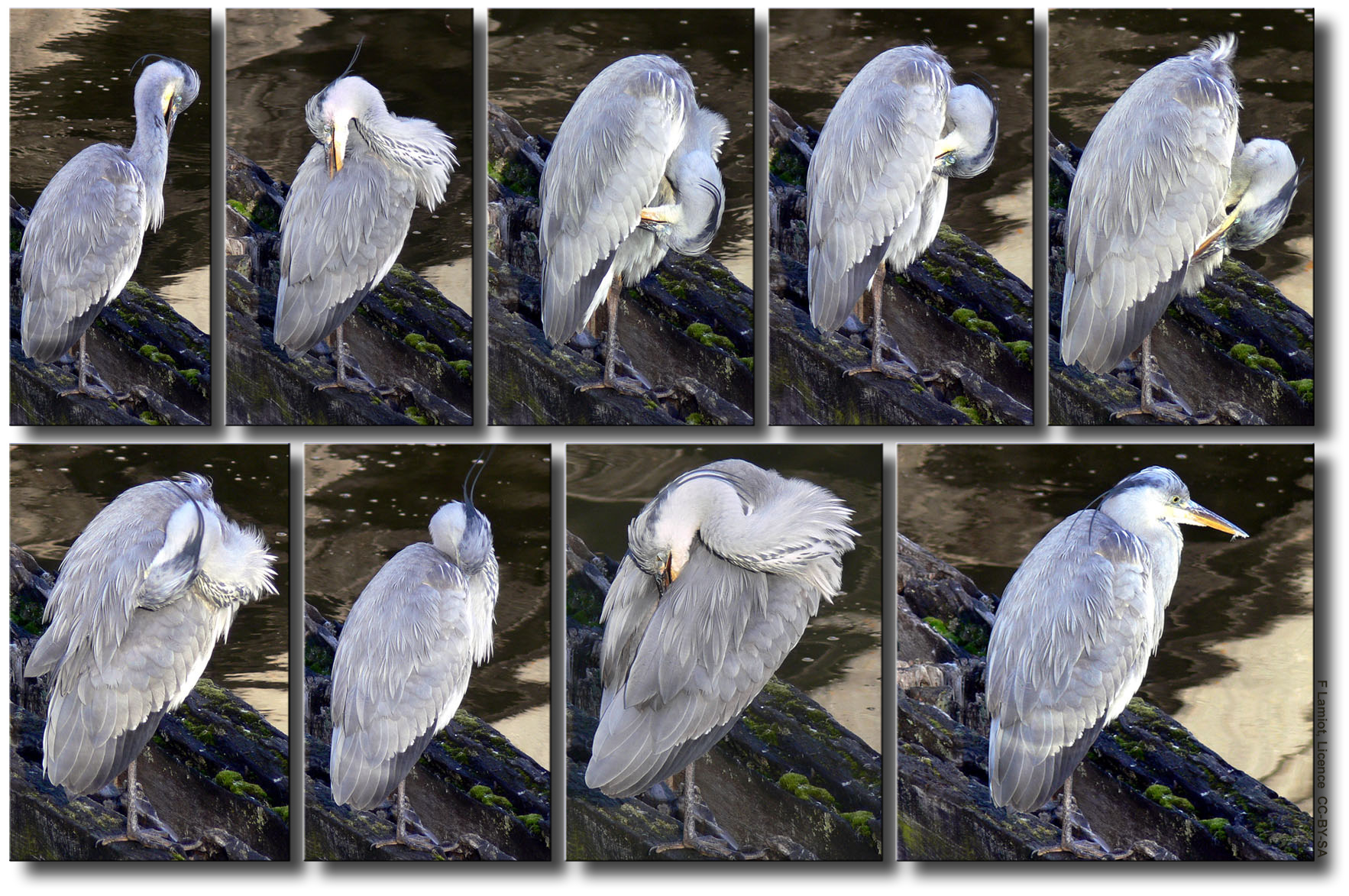
Toilettage du héron cendré

Le toilettage chez les animaux est une activité instinctive, et pour partie parfois apprise, et transmise aux générations suivantes (utilisation d'eau chaude, de terre, de feuilles ou de poussière par exemple).
Certaines espèces, aussi différentes que la poule ou l'éléphant s'aspergent d'eau ou de poussière pour se nettoyer ou débarrasser de leurs parasites. Un toilettage particulier peut suivre l'alimentation (nettoyage du sang, de la terre, de la sève ou de jus issus des aliments) ou des combats.
Pour l'épouillage humain, voir Pédiculose du cuir chevelu et Pédiculose corporelle.
C’est en 1850 qu’est apparue la tondeuse pour chien ; elle servait alors à une cause utilitaire. Par exemple, les chiens de rapport à l’eau se voyaient tondre une bonne partie du corps (dos, pattes arrière…) pour les alléger et faciliter leur nage. La fourrure était cependant laissée sur l’avant du corps pour que le chien ne prenne pas froid. C’est d’ailleurs de là que vient la coupe « lion » du caniche. Cette coupe a évolué pour allier utilité et esthétique, et l’on peut croiser de temps en temps un caniche en coupe lion continentale sous ses différentes variantes.
Quelques années plus tard, en 1933, le premier Salon de Toilettage ouvre ses portes à Paris. Très vite, d’autres salons ouvrent partout ailleurs. Et doucement, la demande « utilitaire » évolue en demande de « mise en valeur ». Les propriétaires veulent également que leur chien soit élégant. C’est ainsi que dans les années 1970, l’on commence à entendre parler de toilettage commercial, c’est-à-dire un toilettage qui allie praticité et beauté, sans pour autant être un toilettage d’exposition, tout à fait conforme au standard.

## Rôles du nettoyage
Chez certaines espèces, le toilettage peut être associé à des comportements pré-sexuels ou sexuels, dont masturbatoires (chez certaines espèces de chauve-souris notamment).
Le nettoyage et l'hygiène ne sont cependant pas la seule fonction du toilettage. 
L'éthologie a démontré et étudie son rôle social et d'apprentissage, très important chez les mammifères, par exemple avec l'épouillage qui contribue au marquage des hiérarchies et à la résolution de conflits chez les primates ou, pour prendre un autre exemple, avec le léchage du pelage entre individus ou entre parents et petits chez les félins ou d'autres groupes. 
Le toilettage consiste aussi à entretenir la signature odorante d'un individu ou d'un groupe en répandant sur le corps les hormones ou phéromones produites par des glandes spécialisées. En se frottant sur les arbres ou les rochers, les animaux laissent des marques odorantes ou visuelles qui contribuent au marquage du territoire. Parfois, la toilette se fait en groupe comme chez l'hirondelle de fenêtre.
La plupart des insectes adultes se nettoient régulièrement le corps et notamment les antennes.
Les mammifères marins se frottent sur des surfaces rugueuses ou sur le fond pour se nettoyer.

## Les parasites
Au cours de l'évolution, certains parasites (puces, poux, tiques…) se sont adaptés et échappent efficacement aux techniques de nettoyage de leurs hôtes. De même certains parasites (Echinococcus multilocularis), bactéries et virus (dont le virus de la grippe aviaire) semblent profiter du nettoyage, pour entretenir, par exemple, un cycle de contamination féco-orale.

## Les nettoyeurs
Certaines espèces sont spécialisées dans le nettoyages d'espèces plus grandes, elles peuvent les débarrasser de tiques, de poux et d'aliments en décomposition dans la bouche. Plusieurs espèces d'oiseaux comme les Piquebœufs ou des poissons comme le labre nettoyeur sont spécialisés dans ces tâches.

## Cas des oiseaux
Le toilettage est l'activité de confort la plus gourmande en temps de l'oiseau. Les oiseaux se nettoient les pattes, se frottent le bec (et l'aiguisent parfois) et/ou se lissent et réorganisent leurs plumes. C'est aussi une activité sociale. Certaines espèces savent se laver avec autre chose que de l'eau comme les passereaux qui prennent des « bains » de fumée sur les cheminées des maisons. Plusieurs phases sont observables:
- Grandes baignades dans l'eau
- Bains de poussière et d'autres substances
- Lissage des plumes pour réajustement
- Lustrage et imperméabilisation
- Grattage ou poudrage au duvet
- Séchage et bain de soleil

Ils lissent leurs plumes avec des sécrétions cireuses de leur glande uropygienne. L'utilité de cette pratique est discutée mais il semble que cette cire agisse sur la flexibilité des plumes ébouriffées et comme un agent antimicrobien en inhibant la croissance de bactéries dégradant les plumes. Les oiseaux n'utilisent pas que de l'eau pour se nettoyer, plus de 250 espèces complètent ces sécrétions avec de l'acide formique tiré de fourmis, certaines espèces savent également utiliser d'autres sécrétions comme celles de mille-pattes, voire de la terre de fourmilière, ce qui semble équivalent. Ce comportement a été décrit pour la première fois par Erwin Stresemann sous le nom de einemsen. On suppose que la fonction de cette pratique est d'ordre anti-bactériologique et parasitaire, mais il est aussi possible que cette activité ait un rapport avec la mue.